# سد بلمکن
سد بلمکن (به لاتین: Belmeken Dam) یک مخزن سد در بلغارستان است که در استان پازارجیک واقع شده‌است.